# Lithographie
Ne doit pas être confondu avec lithogravure ou Photolithographie.

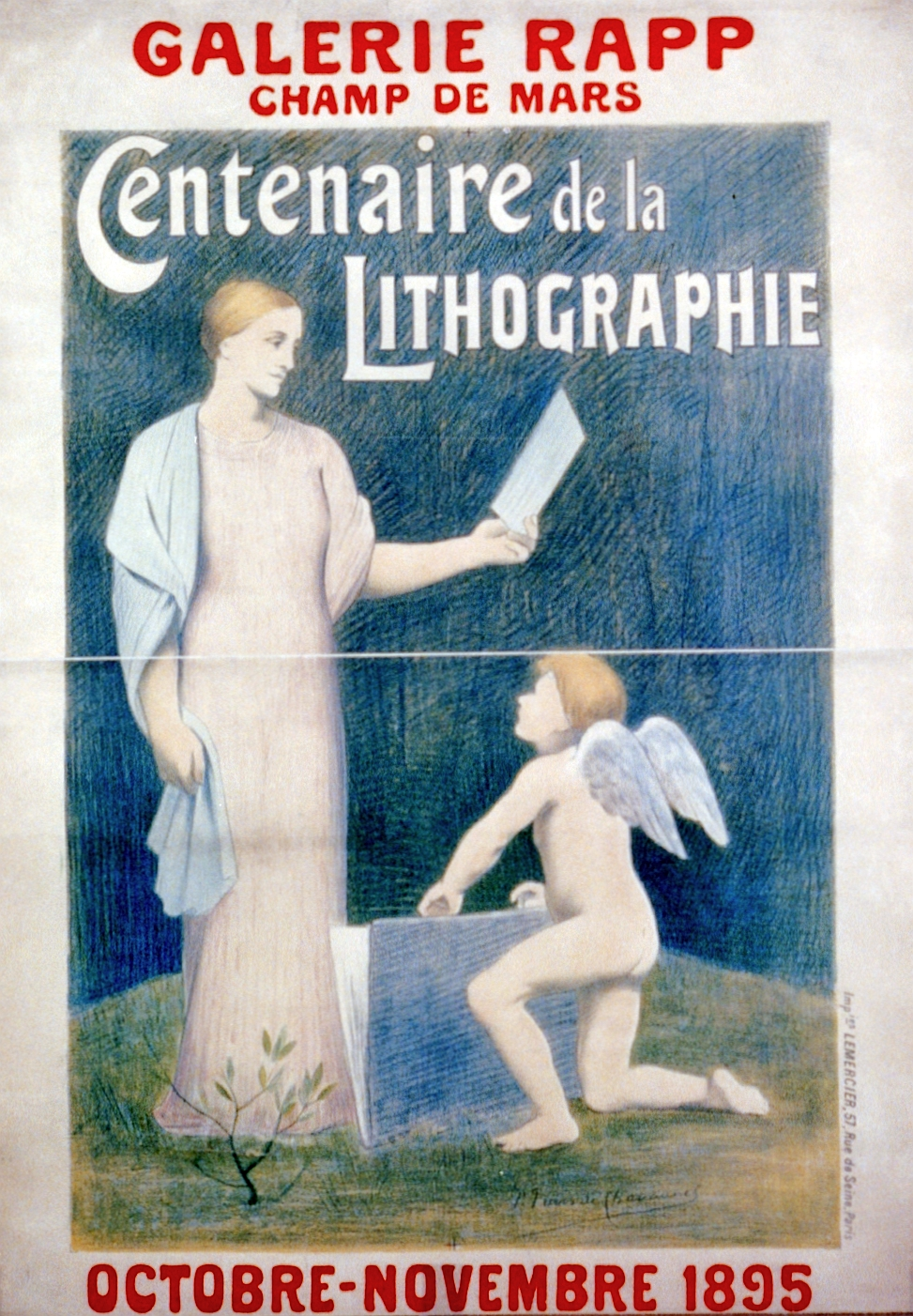
Affiche pour une exposition consacrée au centenaire de la lithographie par Pierre Puvis de Chavannes, 1895.

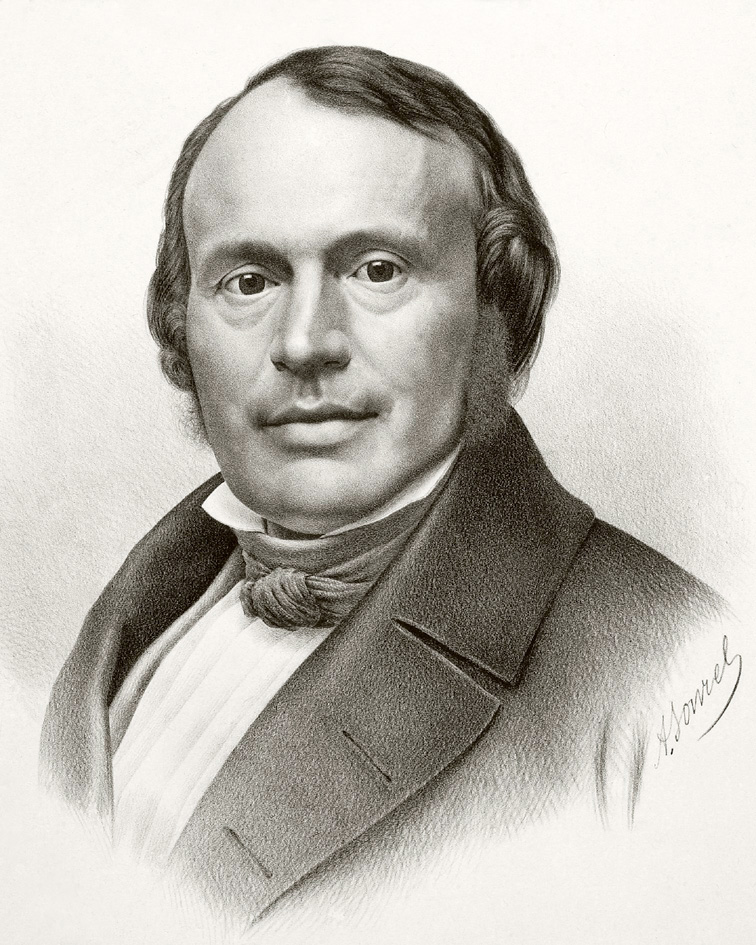
Exemple de lithographie : portrait de Louis Agassiz, dessin d'Antoine Sonrel (avant 1847).

La lithographie (du grec ancien « λίθος », lithos, soit « pierre », et graphein, « γραφειν », soit « écrire ») est une technique d’impression qui permet la création et la reproduction à de multiples exemplaires d’un tracé exécuté à l’encre ou au crayon sur une pierre calcaire. Inventée par Aloys Senefelder, à partir de 1796, en Allemagne, elle a été définitivement mise au point dans les premières années du XIXe siècle.

## Lithogravure et microlithographie
La lithographie ne doit pas être confondue avec la lithogravure, car celle-ci consiste à graver en creux (ou en relief) des plaques de pierre et est relativement peu utilisée pour produire des estampes. C'est aussi un procédé photomécanique et chimique qui permet de réaliser des composants de micro-électronique : la photolithographie ou microlithographie, appelée ainsi sous l’influence de l’anglais, lithography, qui entraîne que le mot « lithographie » est utilisé dans divers composés en rapport avec les micro-technologies, sans rapport avec le procédé d’estampe décrit ici.

## Histoire

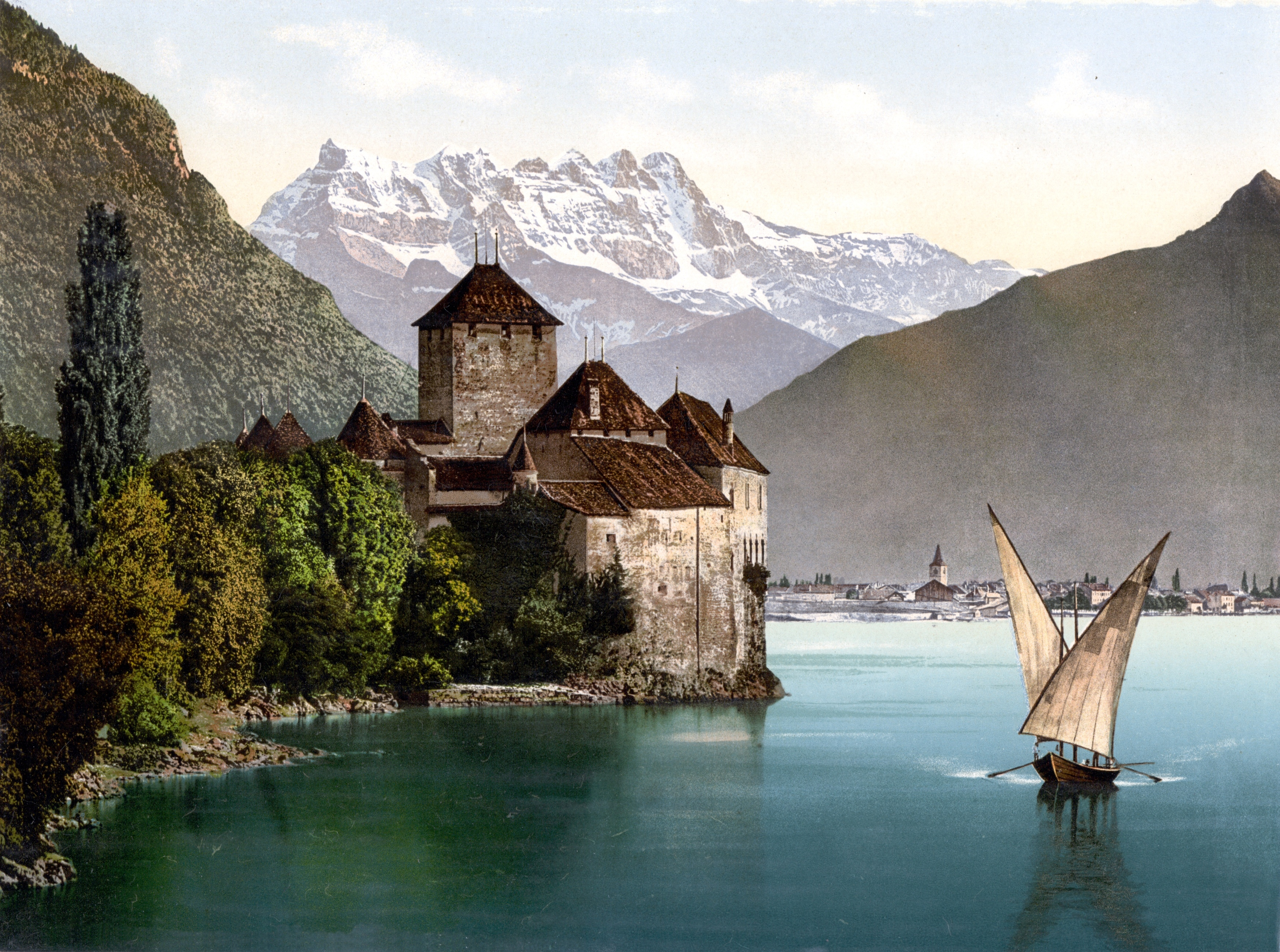
Le château de Chillon avec les dents du Midi en arrière-plan (lithographie par photochrome, entre 1890 et 1905).

Selon la tradition, la lithographie serait une invention fortuite. En 1796, le dramaturge allemand Aloys Senefelder ne trouve pas d'éditeur pour ses pièces et décide de les graver lui-même. Le cuivre étant trop cher, il utilise une pierre bavaroise, tendre et lisse (dite « pierre de Solnhofen »). Il découvre fortuitement le moyen d’attaquer la pierre avec un acide, créant ainsi une forme en très faible relief, qui est exploitable pour l’impression. En fait, bien que la date de 1796 soit généralement considérée comme l’origine de la lithographie, on est encore loin de la technique connue sous ce nom aujourd’hui. La première forme de l’invention de Senefelder est une technique d’impression en relief, comme la typographie.

### Impression sur pierre
Senefelder appelle son procédé Steindruckerei, « impression sur pierre ». La morsure à l’acide crée un léger relief, suffisant pour imprimer au moyen d’une presse typographique traditionnelle. Senefelder perfectionne inlassablement le procédé, qui sert essentiellement à imprimer des partitions de musique : impossibles à imprimer en typographie traditionnelle, les partitions sont habituellement gravées en taille-douce. La technique de Senefelder est beaucoup plus économique. Par ailleurs, Senefelder travaille sur d’autres techniques et améliore notamment l’impression des tissus en continu, par des rouleaux de cuivre gravés en taille-douce.

### Naissance de la lithographie
C’est en cherchant un moyen pratique de transférer un texte ou un dessin inversé sur la pierre, pour réaliser ses impressions habituelles, qu’il découvre le principe purement chimique de la lithographie, basé sur l’antagonisme entre l’eau et les matières grasses, phénomène appelé « répulsion ». Il invente en même temps la technique annexe de l’autographie, avec laquelle on dessine et écrit directement, à l’endroit, sur un papier spécial rendu transparent ou opaque selon les besoins du tracé, qui permet de reporter les tracés sur une pierre lithographique pour procéder à l’impression.
Le terme « lithographie » appliquée à cette technique, apparait à l'usage en français entre la fin des années 1810 et le début des années 1830. Dans l'édition de 1819 de son Dictionnaire, Boiste lui consacre une entrée.
La lithographie est introduite en France en grande partie grâce à Louis-François Lejeune qui la découvre dans l'atelier d'Aloys Senefelder lors des guerres de l'Empire et au neveu de Senefelder, Édouard Knecht, installé à Paris en 1818. Senefelder lui-même s’est associé avec l’éditeur de musique et compositeur Johann André. Le frère du musicien, Frédéric André, va ouvrir un atelier de lithographie à Paris dès 1802. Cette année-là, en juin, Louis-Léopold Boilly compose le portrait sur pierre de Jean Théodore Susemihl, connu comme l'une des premières épreuves imprimées à Paris.
En 1819, l'ingénieur Bérigny entreprend d'utiliser ce procédé pour la reprographie des cours à l’École royale des Ponts et chaussées : il charge Antoine Raucourt d'examiner les possibilités de cette technique. Par ailleurs, Senefelder prend comme associé Johann Michael Mettenleiter (1765-1853), qui va exporter cette technique à Varsovie à partir de 1818.
D’autre part, le comte Charles Philibert de Lasteyrie du Saillant, imprimeur à Paris, qui était allé apprendre le procédé à Munich, prend une part active à l’introduction de la lithographie en France. Dès 1816, cependant, l'imprimerie lithographique de Godefroy Engelmann située à Mulhouse qui ouvre à Paris dans la foulée une filiale, prend, par ses améliorations techniques, par la qualité de ses travaux et celle des artistes qu'il emploie, un ascendant marqué, avec la diffusion des Voyages pittoresques et romantiques dans l'ancienne France et de nombreux autres ouvrages du même genre. La lithographie d'Engelmann se place parmi les beaux-arts et s'expose au Salon. Charles Motte est le premier imprimeur parisien fin octobre 1817 à être breveté. En 1839, Engelman s'intéresse à l'impression lithographique en couleurs, qu'il cherche à exploiter sur le plan commercial (voir ci-dessous).
La lithographie se répand aussi au Royaume-Uni, par le biais de Rodolphe Ackermann qui traduit en anglais le traité de Senefelder en 1819, et de Charles Joseph Hullmandel (1789-1850), qui ouvre un premier atelier à Londres la même année, et où cette technique est ensuite largement utilisée pour imprimer entre autres toutes sortes de cartes, dont les cartes d’état-major, tandis qu’en France on reste fidèle à la taille-douce. C'est par ailleurs à Londres que d'importants travaux sont menés dans les années 1830 entre autres par George Baxter (1804-1867), qui tentent d'améliorer les techniques de production lithographique en couleurs.
Aux États-Unis, c'est Bass Otis qui produit dès 1819 l'une des premières estampes lithographiques, à Philadelphie.
Comparativement aux techniques de gravure que l'on n'acquiert qu'après un long apprentissage, le succès de la lithographie tient à sa facilité d'exécution : l'artiste peut dessiner sur la pierre comme il a l'habitude de le faire sur du papier, avec relativement peu de contraintes techniques, quoiqu'il doive, comme pour les autres formes de gravures, dessiner en inversant la droite et la gauche. Les pierres peuvent être réutilisées après impression, moyennant un polissage suivi d'un dépolissage pour lui donner du grain.

### Développement
La lithographie devient très populaire dès le début du XIXe siècle avec la publication de nombreux recueils illustrant des récits de voyages correspondant à l'« invention » du tourisme, comme le Voyage au Levant du comte Forbin, des recueils de vues de pays lointains où le texte n'est qu'accessoire, comme le Voyage pittoresque au Brésil de Rugendas, ou des descriptions détaillées de régions, comme les monumentaux Voyages pittoresques et romantiques dans l'ancienne France, à partir de 1820, du baron Taylor et Charles Nodier.
La lithographie connaît un débouché artistique, où l'on trouve des travaux d'artistes de premier rang comme ceux de Géricault et Bonington ; un secteur de reproduction, où des artistes spécialisés reproduisent sur la pierre les dessins d'autres artistes ; un emploi de presse, où la rapidité du procédé permet de publier après quelques jours un croquis de rue ou de théâtre ou une caricature d'actualité. Début des années 1830, à Paris, sont lancés La Caricature et Le Charivari par Aubert & Cie et Charles Philipon, qui accueillent de nouveaux artistes s'exprimant sur la pierre comme Daumier et Grandville.
Mais bien plus que l’illustration des livres, les publications satiriques et plus généralement artistiques, ce sont les travaux de ville (papiers à en-tête, faire-part, lettres de voiture…) et la publicité commerciale (affiches, emballages illustrés, étiquettes…), les impressions administratives et judiciaires, les dessins techniques et cartographiques, les décors d'objets (éventails, abat-jours, écrans de cheminée, jouets…) dont la consommation se démocratise, qui, pendant longtemps, font tourner les presses lithographiques.
Un brevet d’imprimeur est exigé pour pouvoir exercer la profession,. Au milieu du même siècle, les gravures sur bois de l'imagerie d'Épinal cèdent la place aux lithographies, grâce au procédé de la chromolithographie de Godefroy Engelmann (d'où le terme, rapidement péjoratif, de « chromo »). La publicité a recours au procédé pour produire des images à collectionner, des calendriers ou toutes sortes de chromos.

### La lithographie en couleurs

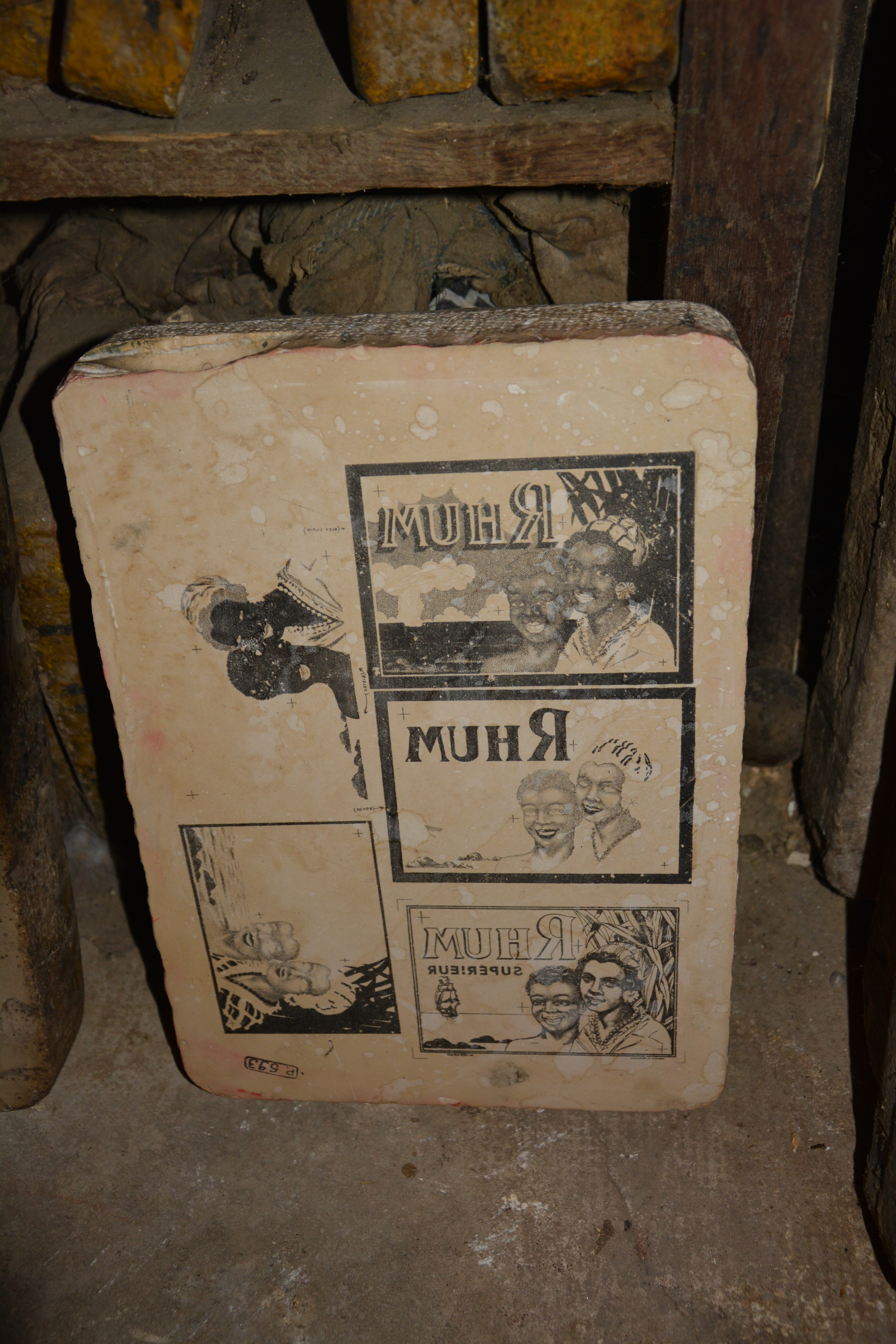
Pierre lithographique pour une étiquette de bouteille de rhum, regroupant les cinq sélections de couleurs nécessaires : le dessin de départ est obtenu à partir d'un cliché par phototypie.

La question de la lithographie imprimée directement en couleurs, et non pas simplement en monochrome noir, est abordée par Alois Senefelder, l'inventeur du procédé, dans Vollstaendiges Lehrbuch der Steindruckerey  (« Cours complet de lithographie », 1817), où il exprime ses intentions de continuer ses recherches en ce domaine.
Le principe est le suivant : à chaque couleur nécessaire à la reproduction du dessin ou du motif originel, correspond une pierre lithographique. Le premier tracé en noir (ou en toute autre couleur) est la base de départ, servant au report, c'est-à-dire au calage précis des zones de couleurs entre elles sur la surface de l'estampe. Il faut autant de pierres qu'il y a de couleurs, mais des nuances peuvent apparaître par superposition. Avant l'adoption de la zincographie qui fait appel à un support plus léger (la feuille de zinc), la production en couleurs demeure donc un processus très lourd et délicat.

### Évolution des techniques
Bien que le mot « lithographie » désigne une technique basée sur la pierre, ce support a commencé à être remplacé à la fin du XIXe siècle, au stade industriel, par des plaques métalliques (zinc, puis aluminium : on parle alors de zincographie ou de métallographie), sans modifier radicalement la technique.
La technique d'impression offset participe du même procédé lithographique.
Une application récente, appelée kitchen litho, utilise même de l’aluminium ménager et des produits courants, non toxiques, dans des buts pédagogiques, mais est utilisée par des artistes confirmés. Bien qu’il soit toujours préférable de préciser la technique utilisée, l’appellation de « lithographie » reste utilisée.

### Influences
La lithographie influe sensiblement la création typographique : en permettant un dessin direct, sans apprentissage d’une technique complexe, la lithographie voit fleurir des typographies de haute fantaisie et de styles extrêmement variés, ce qui est une nouveauté totale, et ouvre la voie à des typographies traditionnelles, en caractères en plomb, qui reprennent cette variété au prix, parfois, d’aberrations.
Meilleur marché que la peinture, la lithographie sert également à la reproduction d'œuvres peintes, aussi bien qu'à la création d'œuvres originales, intéressant des artistes comme Henri de Toulouse-Lautrec.

## Technique d'impression

### Principe
La lithographie repose sur le principe de l'antagonisme ou de répulsion entre l'eau et des corps gras : ce procédé, où n'interviennent ni relief ni creux, consiste à juxtaposer, à des surfaces qui, humidifiées, ne retiendront pas l'encre grasse, d'autres surfaces qui, une fois encrées, refuseront l'eau et seront donc seules susceptibles de s'imprimer.

### Pierre

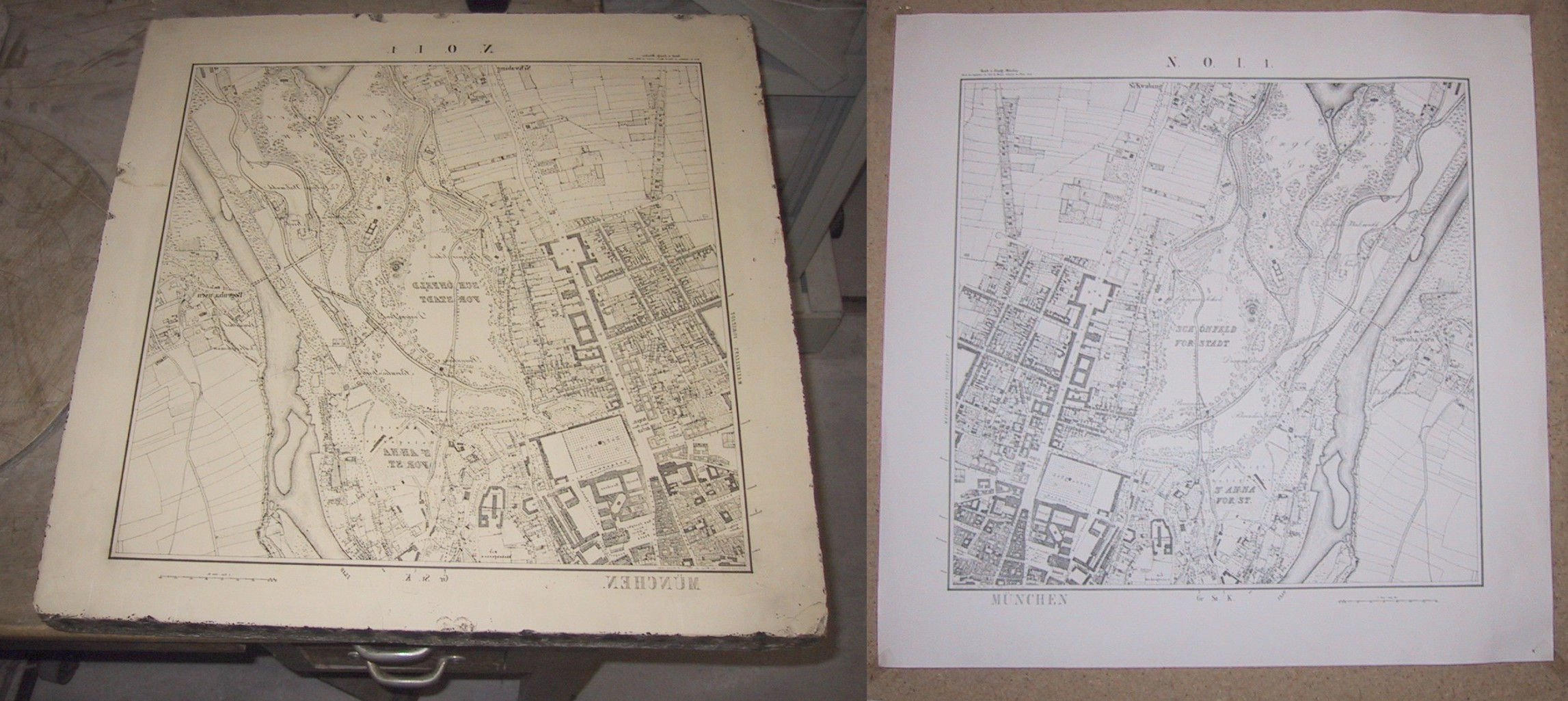
À gauche, la pierre, à droite, la feuille imprimée.

Le support d'excellence de la lithographie est la pierre calcaire à grain très fin, étant plus tendre que la pierre grisée, plus dure. Les carrières de pierres lithographiques fournissant des pierres d'une qualité suffisante pour la lithographie sont rares : on emploie en général des pierres de Bavière (Solnhofen), de Rhénanie, de Saxe, de France (Dauphiné) et de Suisse. Les Américains et les Britanniques possèdent également de nombreuses carrières.
Le grain de la pierre doit être parfaitement homogène et ne présenter aucun défaut : toute imperfection peut fragiliser la structure et favoriser l'apparition de fissures, rendant la matrice impropre à l'impression ; de plus, toute imperfection peut se retrouver traduite sur la surface imprimée. Les matrices lithographiques présentent généralement une épaisseur de 7 à 10 centimètres. Les deux faces doivent être parfaitement parallèles.
La surface est poncée, grainée ou polie à l'aide d'abrasifs, de savon et d'eau. Une pierre lisse permet d'obtenir des traits et des aplats profonds ; une pierre grainée permet une impression en demi-teintes. Cette préparation prend 30 minutes en moyenne, sans compter le séchage de la pierre.
Il est indispensable que la surface soit préservée de toute trace de gras, elle ne doit donc pas être touchée avec les doigts.

#### Supports métalliques ou autres
On a très tôt pensé à substituer à la pierre, lourde, encombrante et chère, d’autres matériaux qui auraient des propriétés identiques sans en avoir les inconvénients. On a ainsi utilisé des plaques de zinc, plus faciles à manipuler et à stocker, surtout avec les tirages en couleurs qui multiplient les supports nécessaires. Au Salon de 1836 se trouve déjà exposé : « Courson, Vue faisant partie de la collection des dessins faits et imprimés sur zinc ». Un grand spécialiste de cette technique fut Jean-Noël Monrocq (d), éditeur-imprimeur parisien de nombreuses planches, cartes et affiches en couleurs, qui publia en 1876 un manuel de zincographie.

### Dessin
Le tracé est exécuté directement sur la pierre au crayon gras ou à l'encre lithographique (vendue généralement en bâton que l'on délaie dans de l'eau ou de la benzine), posée à la plume ou au pinceau. L'emploi d'encre lithographique permet d'obtenir des effets de lavis. On peut gratter certaines parties du dessin pour faire apparaître des blancs profonds. On peut travailler le noir et le rendre plus ou moins profond soit en en diminuant l'épaisseur, soit en le supprimant tout à fait et retrouver ainsi le grain du support. Il est possible de produire une manière noire lithographique : ce procédé consiste à couvrir de crayon gras ou d'encre toute la surface de la matrice, puis à éliminer l'encre ou le crayon dans les parties correspondant aux blancs, en en diminuant l'épaisseur là où l'on veut obtenir des demi-teintes. Daumier a par exemple beaucoup employé cette technique.
On peut substituer la pierre (ou le zinc) à un « papier report », opaque ou transparent, sur lequel on dessine directement. Le papier opaque est recouvert d'une légère couche de blanc ou de colle et grainé mécaniquement, pouvant ainsi se travailler profondément (au grattoir, à la pointe). Le papier transparent, enduit d'une couche de colle translucide, permet de claquer un dessin.
Le « crachis » vient compléter si besoin le trait au crayon ou à la plume : il s'effectue par le biais d'une petite brosse trempée  d'encre que l'on frotte sur une grille au-dessus de la pierre. Les surfaces que l'on ne souhaite pas encrer sont préalablement recouvertes de gomme arabique.

### Fixation de la composition
Afin d'être apte à l'impression, la composition doit être fixée dans la pierre.
La pierre est talquée puis recouverte d'un mélange d'acide et de gomme, qui fixe la graisse de l'encre lithographique dans la pierre et augmente la porosité des grains restés vierges. La pierre est ensuite rincée puis gommée.

### Tirage
Une fois le tracé exécuté, la pierre est placée sur la presse lithographique et humidifiée pour l'impression ; étant poreuse, la pierre calcaire retient l'eau. L’encre grasse est alors déposée au moyen d’un rouleau en caoutchouc. À l'origine, on utilisait des rouleaux en cuir sans coutures visibles, mais plus difficiles à nettoyer. L'encre reste sur la pierre aux endroits imprégnés du gras du dessin tandis qu'elle est repoussée par l’humidité partout ailleurs (l'encre grasse est hydrophobe). Lorsque la pierre est assez encrée, on pose le papier et on passe sous presse. Pour imprimer en couleurs, il faut recommencer l'impression de la même feuille, en redessinant à chaque fois, sur une pierre différente, le motif en fonction de sa couleur, et en tenant compte éventuellement des superpositions de couleurs qui donneront des teintes mixtes.
L'estampe obtenue ne possède pas de marque en creux autour du motif (appelée « cuvette »), c'est là une des façons de distinguer l'impression lithographique de l'impression à partir de matrices en bois gravé ou en métal gravé.

### Exploitation de la pierre lithographique
Bien traitée, une pierre lithographique peut se conserver longtemps et être retirée à plusieurs reprises. Néanmoins, en raison du caractère onéreux des pierres lithographiques, il est fréquent d'effacer par polissage la composition et de réemployer la pierre pour créer une nouvelle composition.

### Presse lithographique

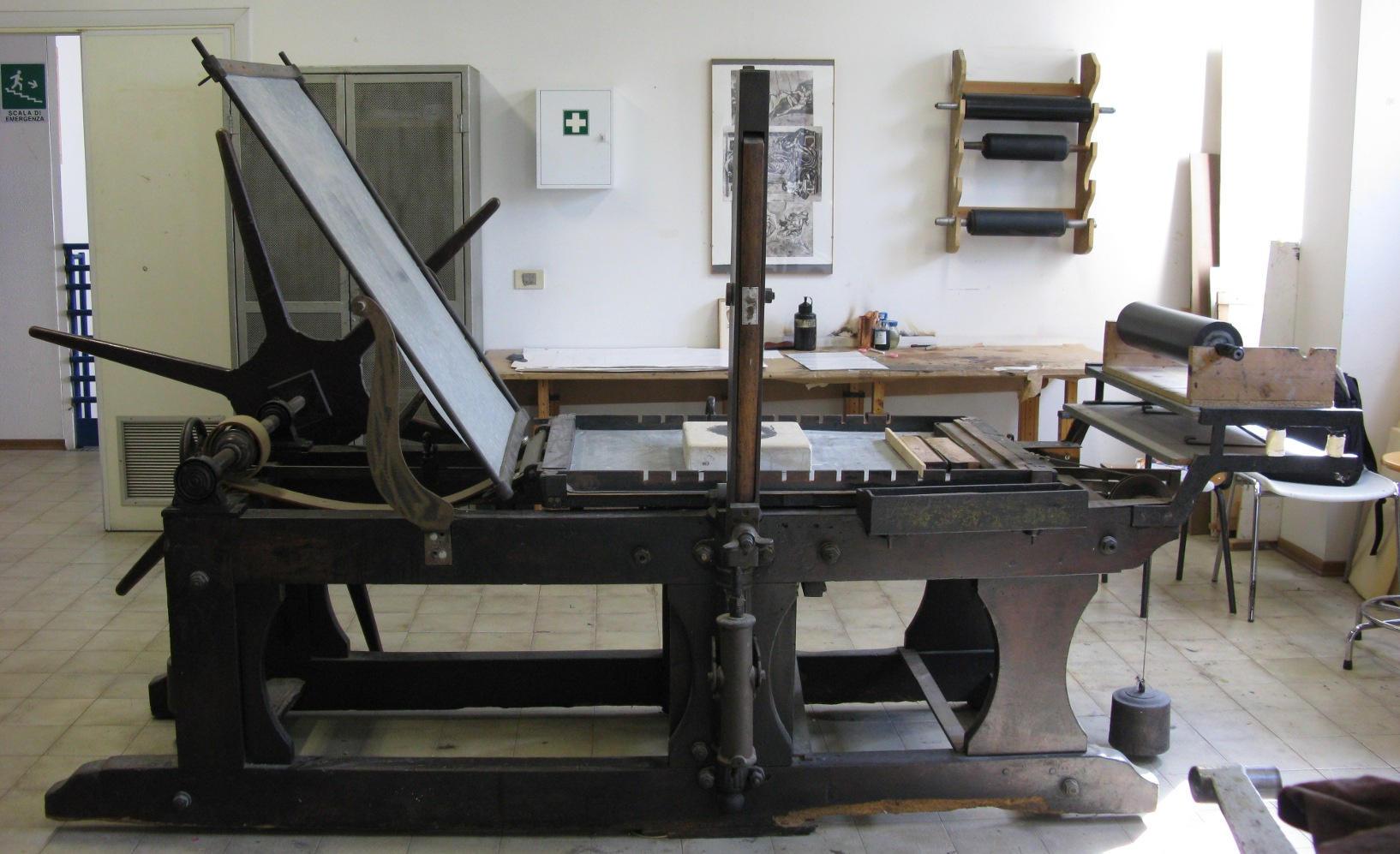
Presse lithographique.

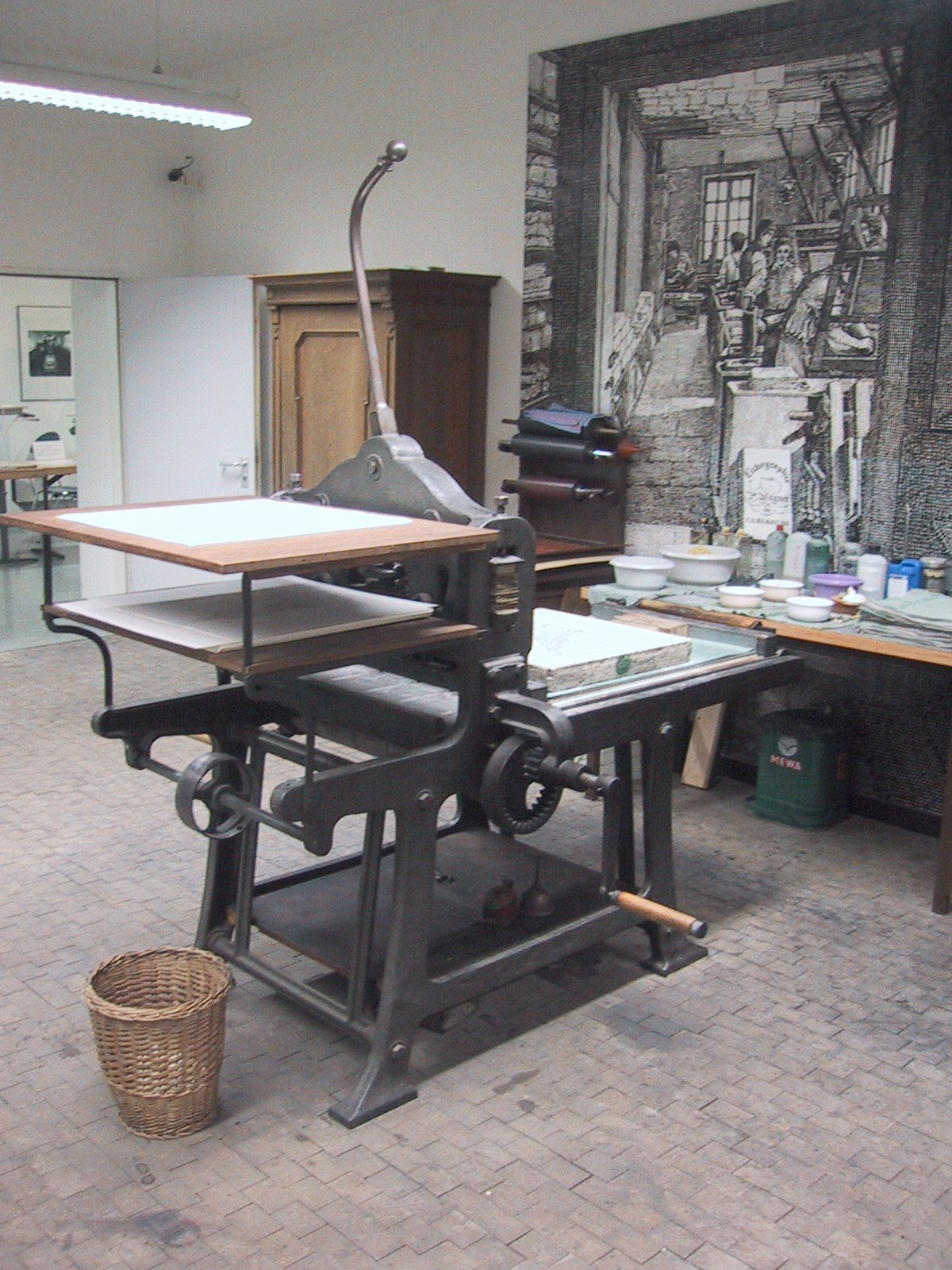
Presse lithographique.

La difficulté est de repérer exactement le positionnement de la feuille sur les pierres successives, d'autant que la feuille humectée tend à subir des variations dimensionnelles. On commence ordinairement par les teintes les plus claires, pour terminer par la plus sombre, généralement le noir. Selon d'autres techniques, une seule pierre est utilisée, en re-préparant la pierre et en y redessinant chaque nouvelle couleur, en se basant sur l'« image fantôme » du premier dessin qui subsiste sur la pierre. Dans ce cas, on ne peut pas faire un nouveau tirage, la pierre ayant été modifiée pour chaque couleur successive. Ces difficultés seront résolues par le procédé de chromolithographie, qui facilite le repérage et ne nécessite plus d'humidifier les feuilles.
La lithographie est dite « impression à plat » ou « planographique », d'une part parce que le relief n'intervient pas dans le processus d'impression lui-même et, d'autre part, par opposition aux techniques modernes d'impression à partir de cylindres rotatifs. Elle est à l’origine de la technique moderne de l’offset, qui utilise, au lieu de la pierre, des plaques de matériaux aux mêmes propriétés, mais flexibles et pouvant donc être adaptées à des cylindres. L'offset est donc une impression « planographique » par le principe de la forme imprimante, mais pas par le fonctionnement de la presse, obligatoirement rotative à cylindres.
La lithographie est adaptée à la reproduction d'œuvres d'artistes aux techniques variées, ainsi qu'à des tirages en quantité limitée.

## Marché

### Justification du tirage
En tant qu’œuvre d’art de nature multiple et à l'instar de la gravure, la lithographie a une valeur sur le marché de l'art qui dépend, entre autres critères (cote de l'artiste, qualité d'exécution), de sa rareté. Par conséquent, il est nécessaire d’informer les acheteurs, en inscrivant sur chaque tirage, avec la signature de l’artiste, le numéro de l’exemplaire et le tirage total, ce qui s’appelle « justification du tirage ».
Une ou plusieurs pierres servent pour le tirage du nombre d'exemplaires de lithographies voulu. Le premier exemplaire qui sort de la presse est annoté « BAT » (pour « bon à tirer ») une fois que l'artiste est satisfait du résultat. Les exemplaires suivants sont numérotés sur le nombre total d'épreuves tirées, par exemple 25/100 pour le 25e tirage d'une lithographie tirée à 100 exemplaires. Avant d'être numéroté et signé par l'artiste, chaque exemplaire est comparé au BAT et jugé en fonction de celui-ci. Quelques exemplaires sont annotés « EA » (« épreuve d'artiste ») et « HC » (« hors-commerce »), et sont réservés à l'artiste et à l’imprimeur. Il est parfois possible que des tirages soient réalisés en impression offset, qui est la forme industrialisée de la lithographie, et qui s’appelle d’ailleurs toujours lithography en anglais : auquel cas, il peut y avoir tromperie sur le tirage réel, il appartient à l’acheteur d’être vigilant car il y a peu de possibilités de voir la différence.
Après le tirage du nombre d'exemplaires voulu, les pierres sont traitées, polies, le dessin disparaît définitivement, ce qui garantit la régularité du tirage officiel. Les pierres peuvent resservir indéfiniment dès lors qu'elles sont polies et traitées convenablement.
Contrairement aux tirages en bronze, il n'y a pas de limite légale au nombre d'exemplaires. Cependant, le tirage moyen tourne autour de 100 exemplaires.

### Évaluation
La valeur d'une lithographie dépend du nombre d'exemplaires tirés (cela conditionne la rareté), de la cote de l'artiste et de l'implication de l'artiste lors du tirage.

## Utilisations

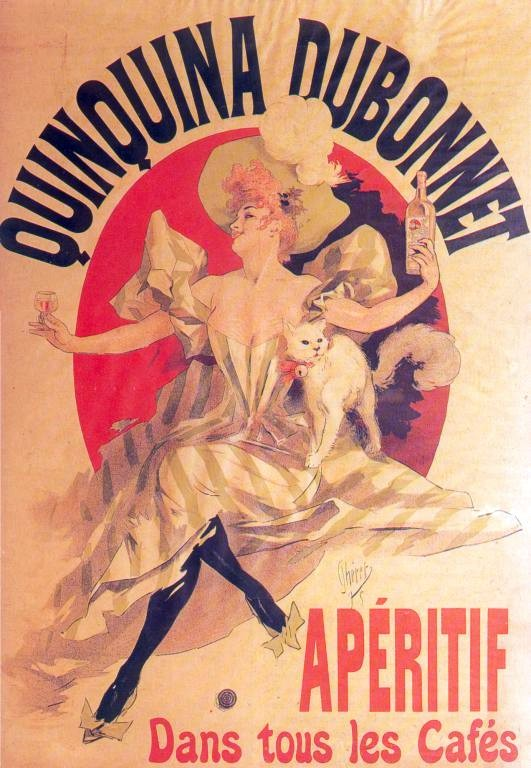
Affiche de Jules Chéret obtenue par lithographie.

Au XIXe siècle, la lithographie est notamment employée pour illustrer des romans, pièces de théâtre ou autres ouvrages. Le peintre Delacroix a, par exemple, réalisé plusieurs dizaines d'illustrations pour accompagner des publications d’œuvres de Shakespeare (Hamlet) ou de Goethe (Faust),. Le terme « album » commence alors à désigner les livres regroupant des illustrations. Au milieu des années 1880, on assiste en France à un réveil de l'intérêt artistique pour ce médium, avec la formation en 1884 de la Société des artistes lithographes français, puis en 1895 de la Société des peintres-lithographes, organisations qui se constituent en syndicat.
Entre le dernier quart du XIXe siècle et le début du xxe, la publicité a eu recours à la lithographie pour l'impression d'affiches. Des artistes comme Toulouse-Lautrec, Cândido de Faria, Bonnard ou Jules Chéret ont laissé une production abondante. Au cours du XXe siècle, la lithographie restera employée, comme support publicitaire, par exemple pour la réalisation d'affiches d'exposition, en particulier lorsqu'elles sont créées par les artistes eux-mêmes (Miró, Picasso, Rebeyrolles). Un artiste comme Miró réalisera un œuvre gravé considérable, en particulier en lithographie, avec l'imprimeur Fernand Mourlot ; cela donna lieu à l'édition d'un catalogue raisonné, lui-même illustré de lithographies spécialement créées pour l'occasion, et insérées dans les différents volumes.
Par ailleurs, un pan important de l'activité des lithographes au XIXe siècle est lié à l'impression de documents ou objets utilitaires (papier à en-tête, registres, emballages, affiches…).
Actuellement, la lithographie est presque exclusivement, pour les artistes, un moyen de diffusion de leur œuvre, certains d'entre eux l'utilisant encore comme un moyen d'expression à part entière. Selon les cas, les lithographies sont réalisées directement par l'artiste ou peuvent être l'interprétation par un lithographe d'une œuvre préexistante.
En 2016, l'Atelier Clot (Paris) produit avec l'artiste Lars Nøregård (da) ce qui est considéré en 2020 comme la plus grande lithographie.

### Impression de timbres et papiers d'État
La lithographie a également servi à imprimer des papiers et documents officiels d'État ou d'institutions, quand la gravure sur métal resta longtemps le seul moyen de sécuriser de tels papiers, et ce, afin d'éviter la contrefaçon. La maîtrise des techniques photographiques va également augmenter ce risque, entre autres, via la photolithographie et la phototypie.
L'invention de la galvanotypie permet par exemple, avec le procédé lithographique, de produire en 1848 une vignette monétaire en urgence, le Billet de 100 francs vert provisoire. Il en sera de même des timbres postaux, souvent dans les périodes de crise, pour faire face aux besoins urgents, ou sous fortes contraintes économiques. Le cas le plus connu est en France celui de l'émission de Bordeaux destinée, en 1870, à approvisionner les bureaux de poste de province isolés de Paris assiégée. Divers timbres de colis postaux ont également été émis selon cette technique, par exemple en France, en 1923, pour des timbres de livraison par express, ou en Algérie, de 1899 à 1927. À l'étranger, de nombreux pays dont les tirages de timbres étaient peu importants ont employé cette technique : Espagne, États allemands, etc.

#### Personnes
- Le Dictionnaire des imprimeurs-lithographes français du XIXe siècle de l'École nationale des chartes recense l'ensemble des lithographes brevetés à Paris et en province.

- Jean-Jacques Champin
- Jules Chéret
- Honoré Daumier
- Georges Gimel
- Marcellin Jobard
- Roy Fox Lichtenstein
- Jean-Baptiste Madou
- Joan Miró
- Fernand Mourlot
- Odilon Redon
- Henri de Toulouse-Lautrec
- Jean Frédéric Wentzel

#### Techniques
- Affiche
- Chromolithographie
- Estampe
- Gravure
- Kitchen litho
- Presse lithographique
- Techniques de l'estampe
- Zincographie

#### Métiers
- Maître d'art
- Musée des métiers de l'imprimerie de Bordeaux
- Idem Paris : Court métrage tourné à l'atelier Idem Paris par David Lynch montrant la réalisation d'une de ses lithographies.